# Puteševica
Puteševica är en ort i Bosnien och Hercegovina.   Den ligger i entiteten Federationen Bosnien och Hercegovina, i den södra delen av landet, 100 km sydväst om huvudstaden Sarajevo. Puteševica ligger 406 meter över havet och antalet invånare är 140.
Terrängen runt Puteševica är kuperad. Närmaste större samhälle är Drinovci, 4,8 km norr om Puteševica. 
Omgivningarna runt Puteševica är en mosaik av jordbruksmark och naturlig växtlighet. Runt Puteševica är det ganska tätbefolkat, med 70 invånare per kvadratkilometer.